# He-Man in Gospodarji vesolja
He-Man in Gospodarji vesolja (izvirno: "He-Man and the Masters of the Universe") je ameriška televizijska animirana serija narejena v animacijskem studiu Filmation, predvajana med 1983 in 1985.
Posneta je bila na podlagi uspešne linije igrač Masters of the Universe (Gospodarji vesolja) proizvedene v ameriški tovarni igrač Mattel, ki je akcijsko figuro He-man javnosti prvič predstavila februarja 1982. Kot trdi takrat vodilni dizajner pri Matellu Roger Sweet, naj bi bil on glavni ustvarjalec tega in ostalih likov, a uradno to ni nikjer priznano. Serija se je originalno predvajala od leta 1983 do 1985 na več televizijskih postajah, ki so imele sočasno avtorske pravice. Do leta 1984 je bila serija predvajana že na 120 različnih televizijskih postajah po Zdručenih državah Amerike in po 30 državah širom sveta. Tako se je do leta V 2 sezonah so predvajali 130 epizod. Izvršni producent serije je Lou Scheimer.

## Vsebina
Zgodba se odvija na izmišljenem planetu Eternia, planetu magije, čudežev in fantazije. Glavni junak je Princ Adam, zaščitnik skrivnosti gradu Grayskull in najmlajši sin vladarjev Eternije. Ob sebi pa ima še strahopetnega tigra po imenu Cringer. Čudežna moč je Princu Adamu dana zmeraj ko visoko v zrak dvigne čarobni meč in vzklikne "Pri Grayskull-u, jaz imam moč!" in takrat postane He-Man, najmočnejši človek v vsem vesolju. Prav tako s pomočjo tega meča njegov strahopetni prijatelj Cringer postane mogočen tiger. Samo s tremi prijatelji He-Man deli to skrivnost: The Sorceress (maginja), Man-At-Arms in Orko. Skupaj braniju Grad Grayskull pred zlimi silami Skeletorja.

## Liki
- John Erwin kot He-Man/Prince Adam, Ram-Man, Beast Man, Webstor, Whiplash in ostali
- Alan Oppenheimer kot Cringer/Battle Cat, [[Man-At-Arms, Skeletor, Mer-Man, Buzz-Off, Roboto in ostali
- Linda Gary kot Teela, Sorceress of Castle Grayskull in ostali
- Lou Scheimer (po navadi pod imenom Erik Gunden) kot Orko, Kralj Randor, Stratos, Man-E-Faces, Mekaneck, Zodac, Sy-Klone, Moss Man, Trap-Jaw, Tri-Klops, Kobra Khan, Clawful, Jitsu, Spikor, Two-Bad, Modulok in ostali
- Erika Scheimer kot gostja večkrat posodila glas različnim likom
- George DiCenzo kot gostja večkrat posodil glas različnim moškim likom (po navadi nenavedn v odjavni špici)

## Kritike in odziv
He-Man in Gospodarji vesolja velja za najbolj uspešno animirano serijo vseh časov, ki je bila narejena pri animacijskem studiju Filmation. Serija je bila večkrat kritizirana s strani raznih starševskih skupin, da ta risanka reklamira prodajo akcijskih figur. Ameriško podjetje ING je na svojem seznam TOP 100 najboljših animiranih serij vseh časov to risanko uvrstila 58-to mesto.

## Ime serije v ostalih jezikih
| - Angleški - "He-Man in Gospodarji vesolja" - Hrvaški - "He-Man i Gospodari svemira" - Finski - "He-Man ja Maailmankaikkeuden Valtiaat" - Francoski - "Les Maîtres de l'univers" - Nemški - "He-Man und Masters of the Universe" - Grški - "Χ-Μαν Οι Κυριαρχοι Του Συμπαντος" | - Italijanski - "He-Man e i dominatori dell'universo" - Polski - "He-Man i Władcy Wszechświata" - Portugalski - "He-Man e os Mestres do Universo" - Ruski - "Хи-Мен и властители Вселенной" - Serbski - "Хи-Мен и Господари свемира" - Španski - "He-Man y los Amos del Universo" (Latinska Amerika), "He-Man y los masters del Universo" (Španija) |

1. 1 2  fernsehserien.de